# Bolxoi Krasnoiar
Bolxoi Krasnoiar (en rus: Большой Краснояр) és un poble de l'óblast de Tiumén, a Rússia, que en el cens del 2010 tenia 876 habitants.